# Nuoto ai Giochi della XXXIII Olimpiade - Staffetta 4x100 metri misti mista
La gara di nuoto della staffetta 4x100 metri misti mista dei Giochi della XXXIII Olimpiade di Tokyo è stata disputata il 2-3 agosto 2024 presso l'Olympic Aquatics Centre alla Paris La Défense Arena.

## Record
Prima della competizione il record del mondo e il record olimpico erano i seguenti:
| Record mondiale | 3'37"58 | Gran Bretagna Kathleen Dawson (58"80) Adam Peaty (56"78) James Guy (50"00) Anna Hopkin (52"00) | 31 luglio 2021 Tokyo, Giappone |
| Record olimpico | 3'37"58 | Gran Bretagna Kathleen Dawson (58"80) Adam Peaty (56"78) James Guy (50"00) Anna Hopkin (52"00) | 31 luglio 2021 Tokyo, Giappone |

## Programma
| Data          | Ora (UTC+1) | Turno    |
| ------------- | ----------- | -------- |
| 2 agosto 2024 | 10:00       | Batterie |
| 3 agosto 2024 | 20:30       | Finale   |

## Risultati

### Batterie
| Pos. | Batteria | Corsia | Nazione       | Atleti | Tempo   | Note |
| ---- | -------- | ------ | ------------- | --- | ------- | ---- |
| 1    | 2        | 5      | Stati Uniti   | Regan Smith (57"87) Charlie Swanson (59"65) Caeleb Dressel (50"10) Abbey Weitzeil (53"36)                    | 3'40"98 | Q    |
| 2    | 1        | 4      | Australia     | Iona Anderson (58"81) Zac Stubblety-Cook (59"68) Emma McKeon (55"86) Kyle Chalmers (47"07)                   | 3'41"42 | Q    |
| 3    | 2        | 4      | Cina          | Xu Jiayu (53"16) Tang Qianting (1'05"44) Zhang Yufei (56"59) Pan Zhanle (47"07)                              | 3'42"26 | Q    |
| 4    | 1        | 5      | Paesi Bassi   | Kai Van Westering (54"25) Caspar Corbeau (59"28) Tessa Giele (57"81) Marrit Steenbergen (52"26)              | 3'43"60 | Q    |
| 5    | 2        | 3      | Gran Bretagna | Kathleen Dawson (1'00"18) James Wilby (59"35) Joe Litchfield (51"37) Anna Hopkin (52"83)                     | 3'43"73 | Q    |
| 6    | 1        | 3      | Canada        | Blake Tierney (53"81) Apollo Hess (1'00"46) Margaret MacNeil (56"14) Taylor Ruck (53"46)                     | 3'43"87 | Q    |
| 7    | 2        | 7      | Francia       | Yohann Ndoye-Brouard (52"48) Antoine Viquerat (59"91) Lilou Ressencourt (58"55) Marie Wattel (53"05)         | 3'43"99 | Q,   |
| 8    | 2        | 6      | Giappone      | Riku Matsuyama (54"83) Taku Taniguchi (59"69) Mizuki Hirai (56"52) Rikako Ikee (53"21)                       | 3'44"25 | Q    |
| 9    | 1        | 6      | Germania      | Ole Braunschweig (54"05) Melvin Imoudu (59"33) Angelina Köhler (56"60) Nina Holt (54"77)                     | 3'44"75 |      |
| 10   | 2        | 8      | Israele       | Anastasia Gorbenko (59"91) Ron Polonsky (59"56) Gal Cohen Groumi (50"84) Andrea Murez (55"02)                | 3'45"33 |      |
| 11   | 1        | 7      | Italia        | Michele Lamberti (54"42) Nicolò Martinenghi (59"02) Costanza Cocconcelli (58"47) Sofia Morini (53"89)        | 3'45"80 |      |
| 12   | 2        | 2      | Svezia        | Hanna Rosvall (1'00"17) Erik Persson (59"95) Sara Junevik (57"22) Robin Hanson (48"81)                       | 3'46"15 |      |
| 13   | 2        | 1      | Grecia        | Apostolos Christou (52"83) Evangelos Nthoumas (1'00"34) Anna Ntountounaki (57"85) Theodōra Drakou (55"38)    | 3'46"40 |      |
| 14   | 1        | 2      | Polonia       | Kacper Stokowski (54"10) Dominika Sztandera (1'07"92) Adrian Jaskiewicz (51"87) Kornelia Fiedkiewicz (54"30) | 3'48"19 |      |
| 15   | 1        | 1      | Corea del Sud | Lee Eun-ji (1'01"56) Choi Dong-yeol (59"99) Kim Ji-hun (52"70) Hur Yeon-kyung (54"53)                        | 3'48"78 |      |
| 16   | 1        | 8      | Brasile       | Guilherme Basseto (54"32) Gabrielle Roncatto (1'16"74) Nicolas Albiero (52"27) Stephanie Balduccini (53"94)  | 3'57"27 |      |

### Finale
| Pos.    | Corsia | Nazione       | Atleti                                                                                            | Tempo   | Note |
| ------- | ------ | ------------- | ------------------------------------------------------------------------------------------------- | ------- | ---- |
| Oro     | 4      | Stati Uniti   | Ryan Murphy (52"08) Nic Fink (58"29) Gretchen Walsh (55"18) Torri Huske (51"88)                   | 3'37"43 |      |
| Argento | 3      | Cina          | Xu Jiayu (52"13) Qin Haiyang (57"82) Zhang Yufei (55"64) Yang Junxuan (51"96)                     | 3'37"55 |      |
| Bronzo  | 5      | Australia     | Kaylee McKeown (57"90) Joshua Yong (58"43) Matthew Temple (50"42) Mollie O'Callaghan (52"01)      | 3'38"76 |      |
| 4       | 1      | Francia       | Yohann Ndoye-Brouard (52"80) Leon Marchand (58"66) Marie Wattel (56"44) Beryl Gastaldello (53"06) | 3'40"96 |      |
| 5       | 7      | Canada        | Kylie Masse (58"67) Finlay Knox (59"64) Joshua Liendo (50"08) Margaret MacNeil (53"02)            | 3'41"41 |      |
| 6       | 6      | Paesi Bassi   | Kira Toussaint (1'00"50) Caspar Corbeau (59"04) Nyls Korstanje (51"19) Marrit Steenbergen (52"39) | 3'43"12 |      |
| 7       | 2      | Gran Bretagna | Kathleen Dawson (1'00"68) James Wilby (59"00) Duncan Scott (51"61) Anna Hopkin (53"02)            | 3'44"31 |      |
| 8       | 8      | Giappone      | Riku Matsuyama (55"00) Taku Taniguchi (1'00"48) Mizuki Hirai (56"46) Rikako Ikee (53"23)          | 3'45"17 |      |